# Novi Čeminac
Novi Čeminac est un village de la municipalité de Čeminac (Comitat d'Osijek-Baranja) en Croatie. Au recensement de 2011, le village comptait 319 habitants.